# Chiesa di Santo Stefano Papa e Martire (Tresignana)
La chiesa di Santo Stefano Papa e Martire, citata anche come chiesa di Santo Stefano I Papa e Martire o più semplicemente chiesa di Santo Stefano, è la parrocchiale a Formignana, frazione di Tresignana, in provincia di Ferrara. La costruzione dell'edificio primitivo risale all'VIII secolo e la sede parrocchiale appartiene al vicariato di Sant'Apollinare.

## Storia
La pieve di Formignana viene citata una prima volta nel 704 poi a partire dal 979. Dopo un periodo nel quale il territorio passò ripetutamente dalla diocesi di Ravenna e a quella di Ferrara, nel 1187 venne assegnata definitivamente all'arcidiocesi di Ferrara-Comacchio.

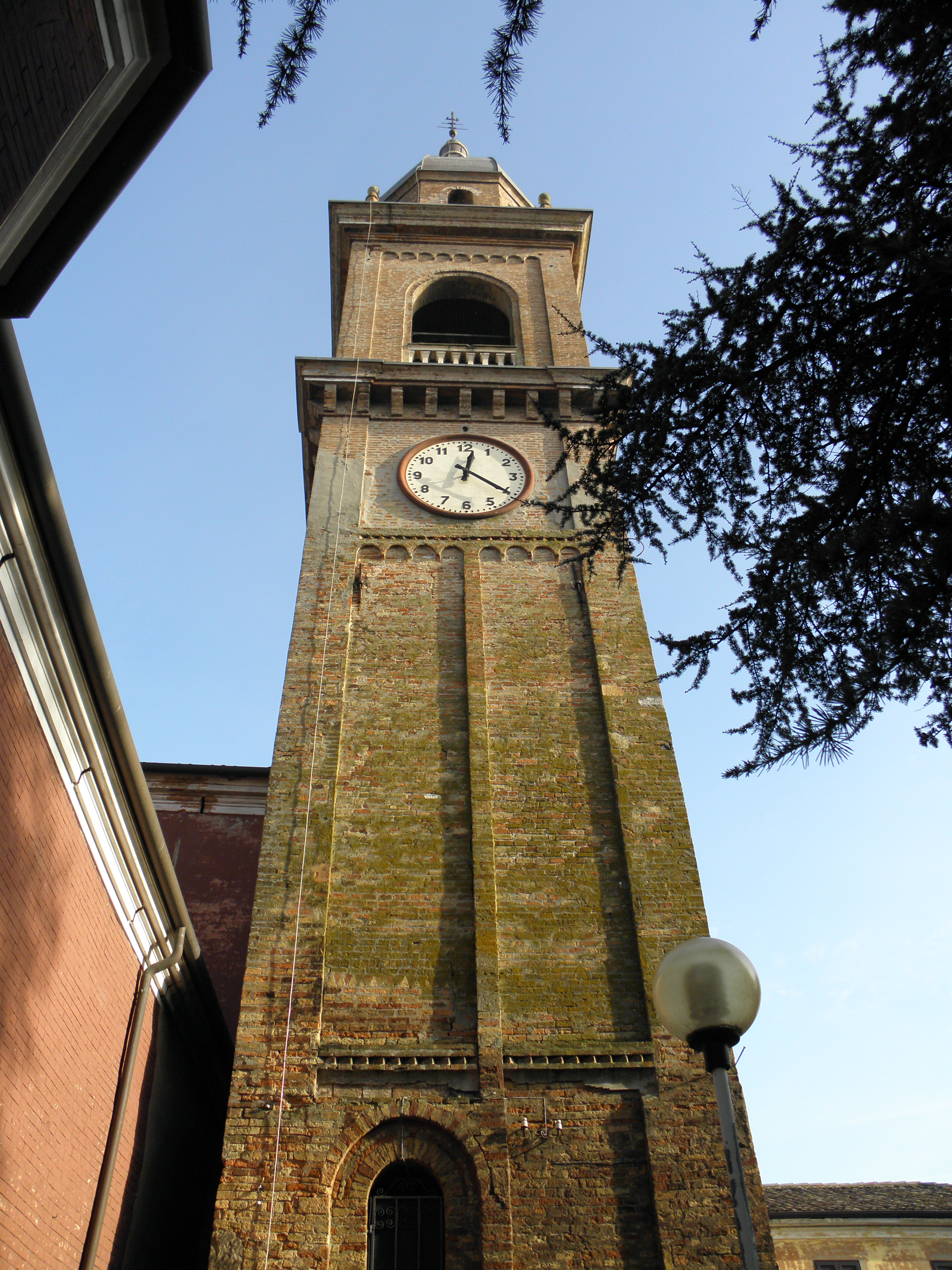
Torre campanaria.

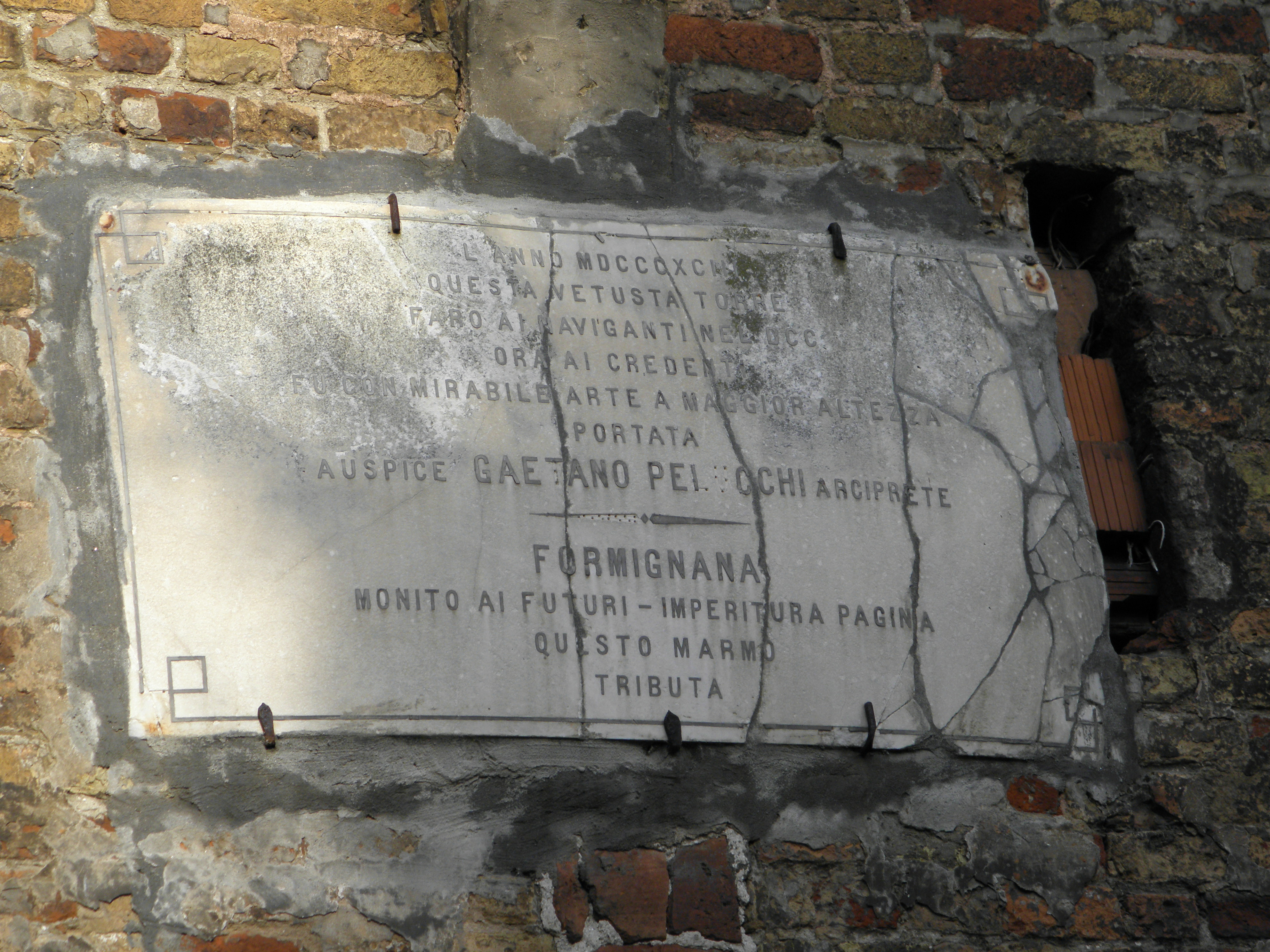
Epigrafe sulla parete della torre campanaria.

Divenne arcipretura dal 1214. Dalla chiesa madre della pieve dipendevano le chiese di Sabbioncello San Pietro, Sabbioncello San Vittore, Sant'Agata di Sabbioncello e di Santa Maria dei Lombardi. Questi due ultimi edifici non sono più esistenti. Marco Antonio Guarini, nel suo Compendio historico dell'origine, accrescimento, e prerogatiue delle chiese, e luoghi pij della città e diocesi di Ferrara e delle memorie di que' personaggi di pregio che in esse son sepelliti la descrive spiegando che «In essa trovasi eretta la Confraternita del Ss. Rosario per opera del P. Giovampaolo Bonamico da Voghera Dominicano, come sta registrato in un libro della detta Confraternita, e vi si custodisce una reliquia molto ragguardevole di S. Sinforiano, con una Immagine della Beata Vergine in gran venerazione a paesani per le infinite grazie che di continovo da essa ne ricevono». 
Venne visitata da Giovanni Tavelli da Tossignano, vescovo di Ferrara.
Verso la fine del XVI secolo l'edificio primitivo fu oggetto di ampliamenti e vennero aggiunte due navate laterali. Un nuovo ampliamento fu realizzato attorno alla metà del XVIII secolo e in quell'occasione il luogo di culto venne arricchito di coro e due bracci nel transetto, assumendo così la pianta a croce latina. Il progetto venne affidato a Vincenzo Santini.
Tra il 1879 e il 1891 il prospetto principale e la canonica vennero restaurati e l'antica torre campanaria romanica venne completata con una guglia.
Negli anni trenta vennero rifatti la cupola sopra il presbiterio e la pavimantazione inoltre fu costruito il nuovo altare maggiore. Gli ultimi interventi sono stati realizzati tra il 1970 e il 1989.

## Descrizione
Il prospetto principale, in cotto, presenta una parte centrale a capanna con a lato due salienti.
All'interno vi sono tre navate e la pianta è a croce latina.